# No Regrets (Robbie Williams)
No Regrets is een nummer van de Britse zanger Robbie Williams uit 1998. Het is de tweede single van zijn tweede studioalbum I've Been Expecting You. Neil Tennant van de Pet Shop Boys en Neil Hannon van The Divine Comedy zijn te horen als achtergrondzangers op het nummer. 
De tekst van "No Regrets" gaat over Williams' scheiding met All Saints-zangeres Nicole Appleton. Het nummer gaat over hoe Williams geprobeerd heeft om te gaan met zijn scheiding ("they tell me I'm doing fine"), de persoonlijke problemen die hij en Appleton hebben doorlopen ("you didn't like my mother") en zijn pijn en woede ("if I could just stop hating you, I'd feel sorry for us"). Williams heeft beweerd dat het nummer ook gaat over zijn tijd bij (en zijn vertrek uit) Take That. Tijdens concerten wijdde hij het nummer dan ook vaak aan de overgebleven leden van Take That. Toen hij het later weer goedmaakte met de overgebleven leden, en zich weer bij de band aansloot, verving hij de laatste zin "I guess the love we once had is officially dead" voor "I guess the love we once had is officially alive!". Toen hij de groep echter weer verliet, nam hij de originele laatste zin weer aan.
"No Regrets" werd een klein hitje in Europa. Het nummer had het meeste succes in Williams' thuisland het Verenigd Koninkrijk, waar het de vierde positie behaalde. In Nederland haalde het slechts de 14e positie in de Tipparade, en in Vlaanderen de 5e positie in de Tipparade. Toch werd het nummer in Nederland wel een radiohit.